# Fixedsys
Fixedsys – rodzina czcionek rastrowych o stałej szerokości. Jest to najstarsza czcionka w systemie Windows i była czcionką systemową w systemach Windows 1.0 i 2.0, gdzie nazywała się po prostu „System”. Dodany później człon „Fixed” nazwy pochodzi od terminu fixed-width oznaczającego stałą szerokość (chociaż pogrubione znaki są szersze niż te bez pogrubienia, w przeciwieństwie do innych czcionek o stałej szerokości, takich jak Courier). W systemie Windows 3.x czcionka systemowa została zmieniona na proporcjonalną czcionkę bezszeryfową o nazwie System, ale Fixedsys pozostała domyślną czcionką w aplikacji Notatnik.
Rodzina czcionek Fixedsys zawiera czcionki zakodowane w kilku zestawach znaków, z wieloma rozdzielczościami czcionek dla każdego z nich. Czcionki Fixedsys w różnych zestawach znaków mają różne rozmiary punktów.
Glify górnych obszarów każdego z nich wydają się być rysowane osobno, nie pochodzą z jednego zestawu głównego, ponieważ istnieją widoczne różnice w wyglądzie różnych wizualnie podobnych znaków, które są wspólne między zestawami znaków.
Chociaż Fixedsys jest czcionką bezszeryfową, jest nieco podobna do czcionki sprzętowej w trybie tekstowym większości komputerów kompatybilnych z IBM PC, choć nie jest tak podobna, jak niektóre rozmiary czcionek terminalowych w Windows.
W Windows 95, 98 i Windows Me Fixedsys pozostaje domyślną czcionką Notatnika. Ta czcionka została zastąpiona przez font Lucida Console w Notatniku dla późniejszych wersji systemu Windows. W Windows 95 tej domyślnej czcionki nie można zmienić. Fixedsys z innych zestawów znaków można wybrać, określając ustawienia skryptu w oknie dialogowym wyboru czcionek, ale nie można wybrać czcionki wszystkich stron kodowych.
Istnieje pewne podobieństwo między Fixedsys a Chicago, domyślnym krojem pisma systemowego w Apple Macintosh między 1984 a 1997 rokiem. Kluczową różnicą jest to, że Chicago jest proporcjonalnym krojem pisma, podczas gdy Fixedsys jest w czcionką o tej samej szerokości znaków.

## Fixedsys Excelsior
Przez swój czysty styl i czytelność czcionka była dosyć popularna w społeczności programistycznej, która stworzyła nawet czcionkę imitującą Fixedsys – Fixedsys Excelsior, która bazując na oryginalnej czcionce Fixedsys, zawierała spory zakres skryptów Unikodu.

## Przykład
Poniżej znajduje się lorem ipsum napisane za pomocą Fixedsys.